# Ivo do Xambá
Adeildo Paraíso da Silva, cujo nome religioso é Ivo do Xambá   (6 de agosto de 1953) é um Babalorixá brasileiro, atuante no estado de Pernambuco.

## História
É filho de Severina Paraíso da Silva, a Mãe Biu do Portão do Gelo, 2ª Ialorixá do Terreiro Santa Bárbara. A mãe manteve-o sempre ao seu lado, ensinando-lhe os rituais e as tradições religiosas da Nação Xambá. Ainda criança, já cantava e tocava para os Orixás e, aos dez anos de idade, foi iniciado no Culto aos Orixás, sendo consagrado a Oxum.
Com o falecimento da mãe (1993), assumiu, junto com sua tia, Donatila Paraíso do Nascimento (Mãe Tila), os destinos da Casa, fundada por Maria Oiá, iniciada pelo Babalorixá alagoano Artur Rosendo Pereira, que introduziu a Nação de Candomblé Xambá em Pernambuco, na década de 1920.
Com o falecimento de Mãe Tila (março de 2003), assumiu a direção do Terreiro.
Na vida civil destacou-se como líder classista, tendo exercido as funções de presidente do Sindicato dos Estivadores de Pernambuco.